# Amtsgericht Stromberg
Das Amtsgericht Stromberg war ein preußisches und später rheinland-pfälzisches Amtsgericht mit Sitz in Stromberg (Hunsrück).

## Vorgeschichte
Nach der Annexion des Linken Rheinufers durch Frankreich entstand der Kanton Stromberg im Département de Rhin-et-Moselle. Als erstinstanzliches Gericht wurde das Friedensgericht Stromberg eingerichtet, dem das Tribunal erster Instanz Simmern übergeordnet war, siehe dazu Gerichtsorganisation des Linken Rheinufers. Auch nach dem Ende der Befreiungskriegen blieb das Friedensgericht (nun dem preußischen Landgericht Koblenz bzw. Kreisgericht Simmern nachgeordnet) bestehen.

## Geschichte
Mit dem Inkrafttreten des Deutschen Gerichtsverfassungsgesetzes wurde die reichsweit einheitliche Gerichtsstruktur umgesetzt.
An die Stelle der Friedensgerichte traten zum 1. Oktober 1879 preußische Amtsgerichte, darunter das Amtsgericht Stromberg. Es war eines von 19 Amtsgerichten, die dem Landgericht Koblenz (damals noch Landgericht Coblenz geschrieben) nachgeordnet waren.
Der Gerichtsbezirk des Amtsgerichtes Stomberg umfasste die Bürgermeistereien Stromberg Waldalgesheim, Wallhausen und Windesheim.
Am Amtsgericht war ein Richter tätig. Es war damit ein kleines Amtsgericht im Landgerichtsbezirk.
Im Zweiten Weltkrieg wurde das Amtsgericht Stromberg auf Anordnung des Oberlandesgerichts Köln vom 7. Juni 1943 als Zweigstelle des Amtsgerichts Bad Kreuznach geführt. Mit der Errichtung des Landes Rheinland-Pfalz am 30. August 1946 ist dieses Land Gerichtsträger des Amtsgerichts Stromberg. 1948 wurde es wieder ein selbständiges Gericht. Mit dem ersten Landesgesetz über die Verwaltungsvereinfachung im Lande Rheinland-Pfalz vom 28. Juli 1966 wurde das Amtsgericht Stromberg zum 31. Dezember 1966 aufgehoben und sein Sprengel dem Amtsgericht Bad Kreuznach zugeordnet. Es blieb noch bis zum 31. Juli 1967 Zweigstelle des Amtsgerichts Bad Kreuznach, danach endete die Tätigkeit.
Nach dem Zweiten Weltkrieg war Frau Hiltrud Stauer Aufsichtführende Richterin (Direktorin) des Amtsgerichts Stromberg und damit die erste Frau in Rheinland-Pfalz als Direktorin eines Amtsgerichtes. Zuletzt waren zwei Richter, drei Rechtspfleger, zwei Beamte des mittleren Dienstes, ein Gerichtsvollzieher, sechs Justizangestellte und ein Wachtmeister, zugleich auch Hausmeister, am Amtsgericht Stromberg tätig.

## Gerichtsgebäude
Das Friedensgericht und das Amtsgericht befanden sich ursprünglich im alten Amtshaus in der Talstraße, das später vor allem als Schulgebäude diente. Von 1896 bis 1900 wurde das neue Amtsgericht (Warmsrother Grund 2) erbaut. Der dreigeschossige gotisierende Hausteinbau mit teilweise verschiefertem Fachwerk steht unter Denkmalschutz. Dem Neubau vorangegangen waren Diskussionen über eine Verlegung des Gerichtes nach Bingerbrück. Um diese abzuwenden, erklärte die Stadt sich bereit, einen Neubau zu errichten. Seit 1994 ist das Gebäude Sitz der Verwaltung der Verbandsgemeinde Stromberg.